# حزب العمل الاشتراكي
حزب العمل الاشتراكي تأسس في 9 سبتمبر 1978 بواسطة أحمد حسين وإبراهيم شكري.

## ظروف تأسيسه
تأسس حزب العمل في 9 سبتمبر 1978 امتدادا لحركة مصر الفتاة التي تم تأسيسها عام 1933 وتحولت إلى الحزب الاشتراكى عام 1949 وتم حلها مع باقى الأحزاب السياسية عام 1953 .
وجرت إعادة التأسيس في عام 1978 في اطار التجربة التعددية الحزبية الجديدة لأنور السادات برئاسة إبراهيم شكرى (نائب رئيس حزب مصر الفتاة ثم الحزب الاشتراكى وكان الرئيس والمؤسس احمد حسين).
كان أنور السادات يحاول تحجيم الأحزاب الماركسية والشيوعية، فقام بالدعوة لقيام الحزب الوطني الديمقراطي ورأى المهندس إبراهيم شكري في هذه المرحلة فرصة لاحياء فكر حركة مصر الفتاة، فقرر التقدم إلى لجنة الأحزاب لإنشاء حزب العمل الاشتراكي.
وبالفعل تكلل مسعاه بالنجاح في تشكيل الحزب. من أجل ذلك استقال شكري من منصبه كوزير للزراعة في 1978م وأعلن قيام «حزب العمل الاشتراكي».

## تاريخه
أعلن الحزب التوجه الإسلامي في عام 1986 وتكرس التحول الإسلامي في مؤتمر الحزب الخامس 1989 الذي عقد تحت شعار (اصلاح شامل من منظور إسلامي), وحيث تولى المفكر الإسلامي الراحل / عادل حسين موقع الأمين العام للحزب.
خاض الحزب معارك وطنية وإسلامية بحزم وشراسة ضد النظام الاستبدادى التابع لمبارك الأمر الذي أدى إلى صدور قرار غير مشروع من لجنة الأحزاب بتجميد الحزب وايقاف جريدته «الشعب» في 20 مايو 2000 وحصل الحزب على أحكام قضائية عدة لصالحه امتنعت الحكومة في عهد مبارك عن تنفيذها، ولا تزال القضايا الخاصة بالحزب والجريدة متداولة في المحاكم.
بعد وفاة الأستاذ عادل حسين تولى مجدي أحمد حسين موقع الأمين العام بالانتخاب من اللجنة التنفيذية، وقرر الحزب مواصلة نشاطه بصورة اعتيادية وعدم اعتداده بقرار لجنة الأحزاب الحكومية غير المشروع، واصدار جريدة «الشعب» على الإنترنت.

## برنامج حزب العمل الاشتراكي
حزب العمل هو حزب مصري أصيل وعضويته مفتوحة للمسلمين والأقباط. وهو حزب ذو توجه إسلامي جهادى ويركز على البعد العربي حيث لا يرى تعارضا بين العروبة والإسلام بل يرى الدائرتين متكاملتين وباعتبار ان الإسلام هو المرجعية الحاكمة في توجهاته وبرامجه
وهو يعلى من شأن قضية الاستقلال الوطنى والقومى ويرفض التبعية للحلف الصهيونى - الأمريكي، ويحرم موالاته، ويؤمن بتحرير كافة الأراضي العربية والإسلامية وعلى رأسها فلسطين والعراق وأفغانستان من مختلف اشكال الهيمنة والاحتلال.
ويؤمن بالوحدة العربية على طريق الوحدة الإسلامية الشاملة. ويؤمن بالشورى نهجا للحكم يكرس حرية الرأى والتعبير. وبالعدالة الاجتماعية وبالتنمية الاقتصادية المستقلة التي تتجنب خطايا التنمية بالمفهوم الغربي.
بعض النقاط من برنامج الحزب:
- الدفاع عن الفقراء والمطحونين من أبناء مصر

- تبنى نهجا إسلاميا معتدلا

- التزم بمكانة مصر العربية

- التصدي لمحاولات عزل مصر عن العرب

- وقف بقوة ضد التقارب مع إسرائيل والولايات المتحدة الأمريكية (ومن ذلك معركة حزب العمل ضد محاولات السادات مد مياه النيل لإسرائيل).

## جريدة الشعب
كانت جريدة الشعب الناطقة بلسان حزب العمل الاشتراكي تجمعا وطنيا لكل القوى المحجوبة عن العمل الوطني من جانب السادات ثم مبارك وخاضت الجريدة العديد من المعارك الوطنية ومنها التصدي لعمليات التطبيع مع إسرائيل، فضاق بها نظام مبارك فقرر إغلاقها في مايو عام 2000م، ومنذ إغلاق الجريدة خسرت مصر صوتا وطنيا حقيقيا دافع عن الفقراء والمظلومين.

## إنظر أيضاً
- إبراهيم شكري.
- حزب مصر الفتاة
- أحمد حسين
- عادل حسين
- مجدي أحمد حسين
- جريدة الشعب